# Sedlečko (Veliš)
Sedlečko je malá vesnice, část obce Veliš v okrese Benešov. Nachází se asi 2 km na jihozápad od Veliše. V roce 2009 zde bylo evidováno 14 adres. Sedlečko leží v katastrálním území Sedlečko u Veliše o rozloze 1,4 km².

## Historie
První písemná zmínka o vesnici pochází z roku 1540.

## Galerie

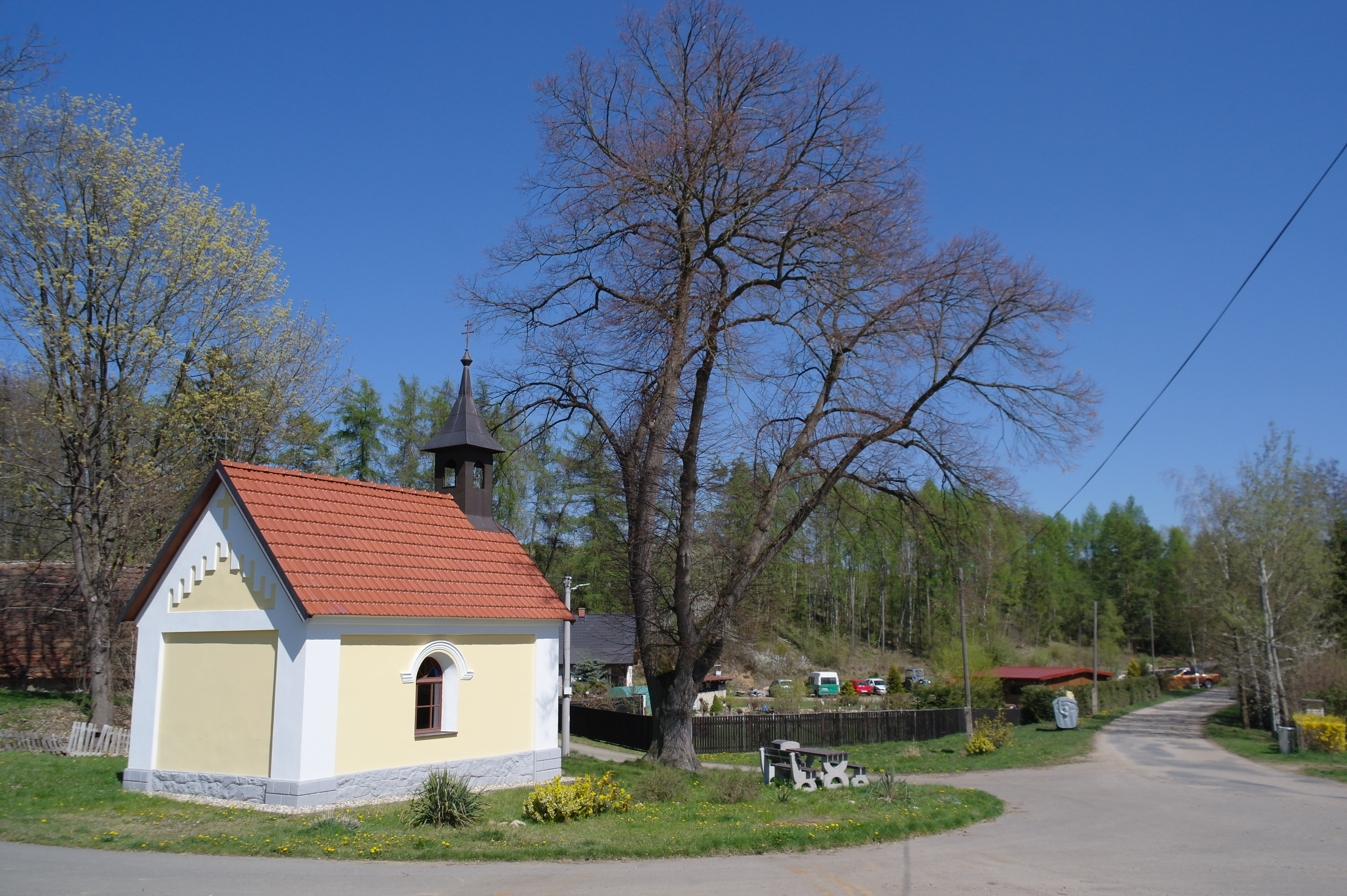
Náves s kapličkou
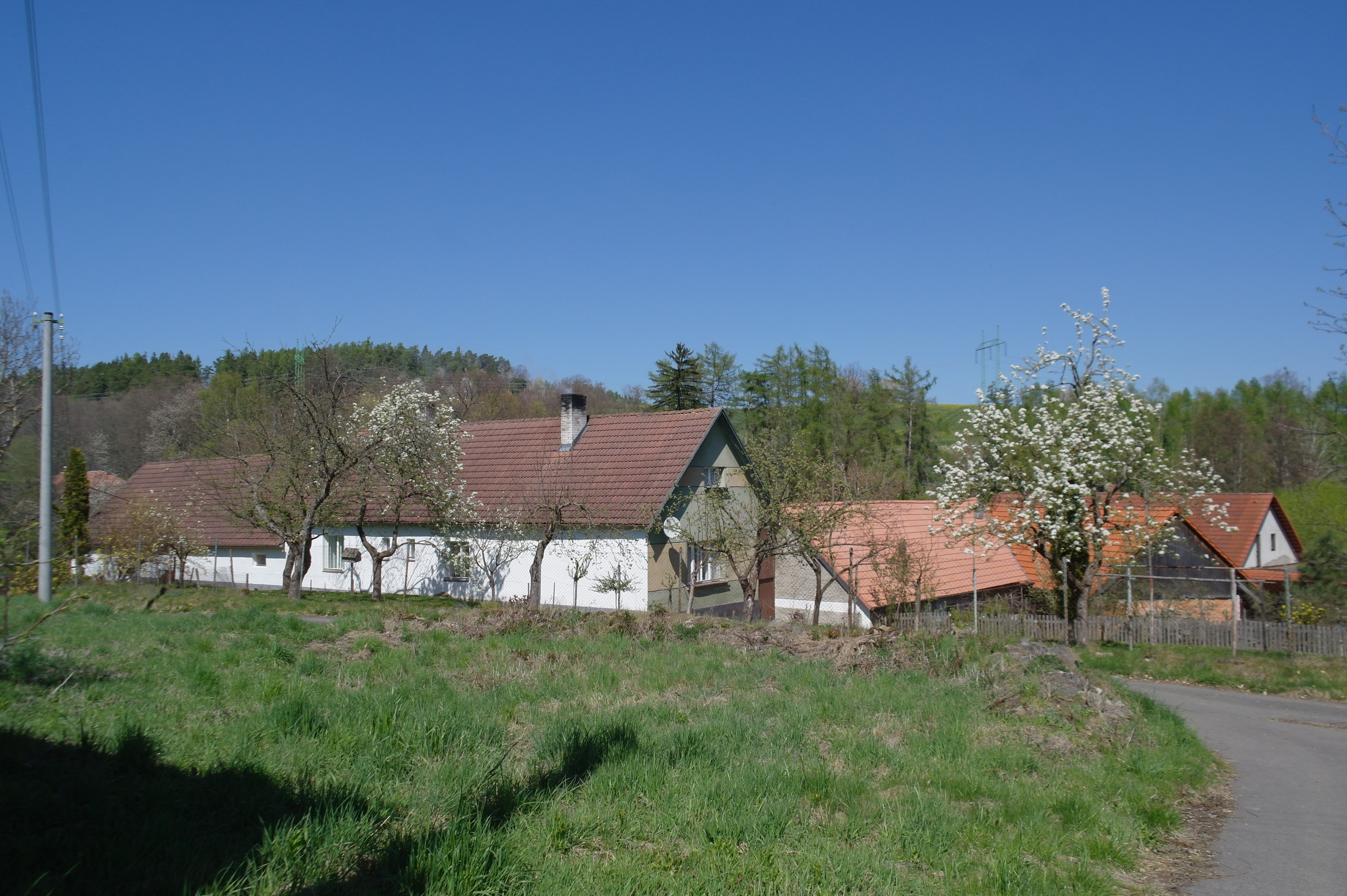
Domy
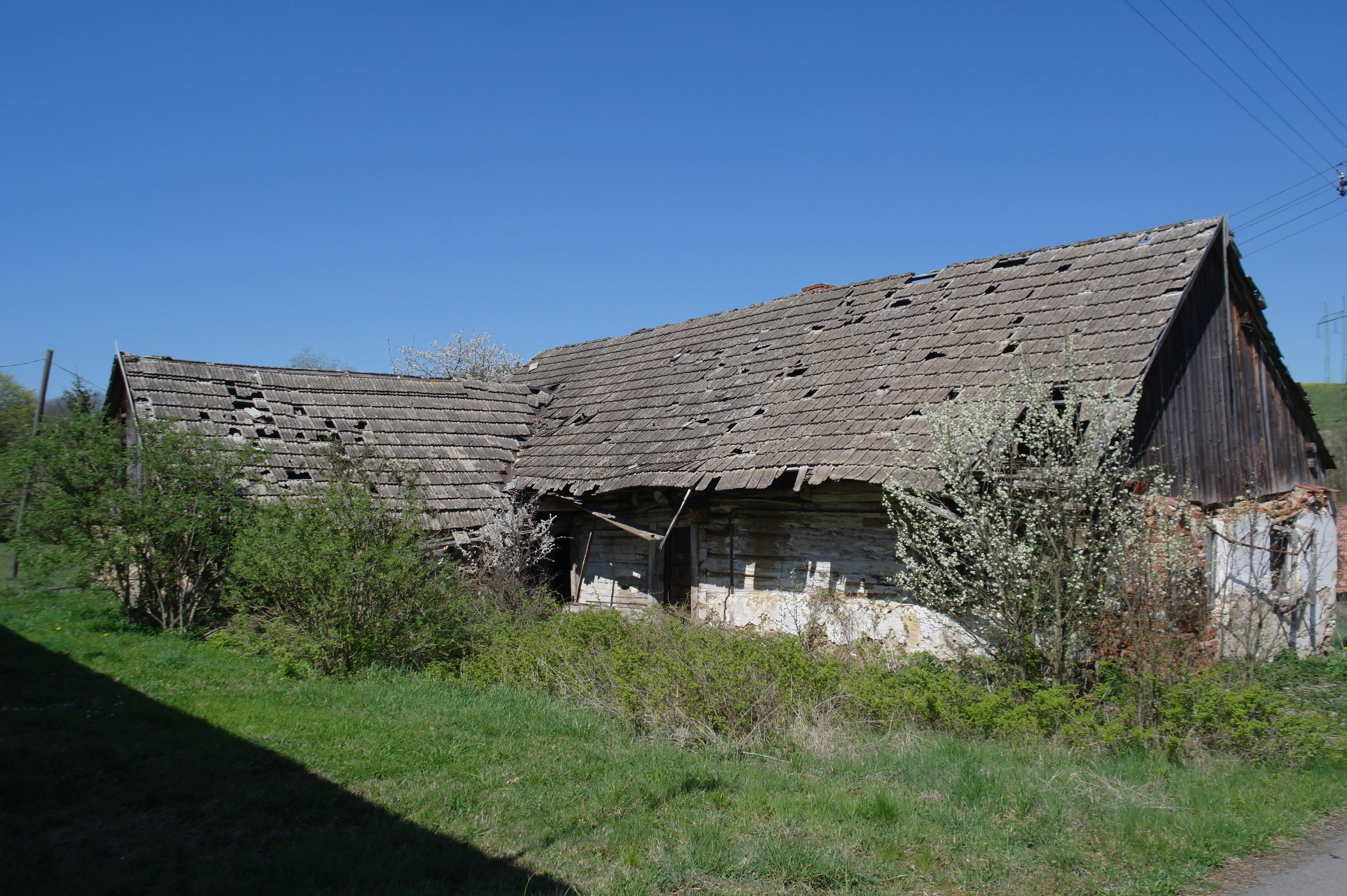
Zanetbaný dům (2019)